# Pebble Island
Pebble Island (span.: Isla Borbón) ist mit 88 km² eine der größeren Falklandinseln. Die Insel liegt nördlich von Westfalkland am nordwestlichen Ende der Inselgruppe und wird seit 1846 von britischen Siedlern als Schafweide genutzt. 
Die Insel besitzt ein Hotel, einen Flugplatz und einen Golfplatz. Sie unterteilt sich in das Marschland im Osten und den bergigen Westen. Der mit 6,4 Kilometern längste Sandstrand der Falklands, Elephant Beach, wird teilweise auch als Landebahn genutzt.
Im Falklandkrieg wurde die Insel von Argentinien besetzt, die einen Militärflugplatz einrichteten. Britische SAS-Kommandos, die von Kriegsschiffen aus unterstützt wurden, zerstörten jedoch die Basis in einer Kommandoaktion in der Nacht von dem 14. auf den 15. Mai 1982.